# Pothier House
Pothier House – zabytkowy dom stojący przy 172 Pond Street w Woonsocket. To niewielki budynek w kształcie litery L. Jest znany jako długoletni dom burmistrza, a potem gubernatora Arama J. Pothiera. Jego ojciec kupił ten dom ok. 1881. Pothier mieszkał w nim aż do swojej śmierci w 1928.
Dom został wpisany na listę National Register of Historic Places w 1982.